# Ulrich von Rechberg der Ältere

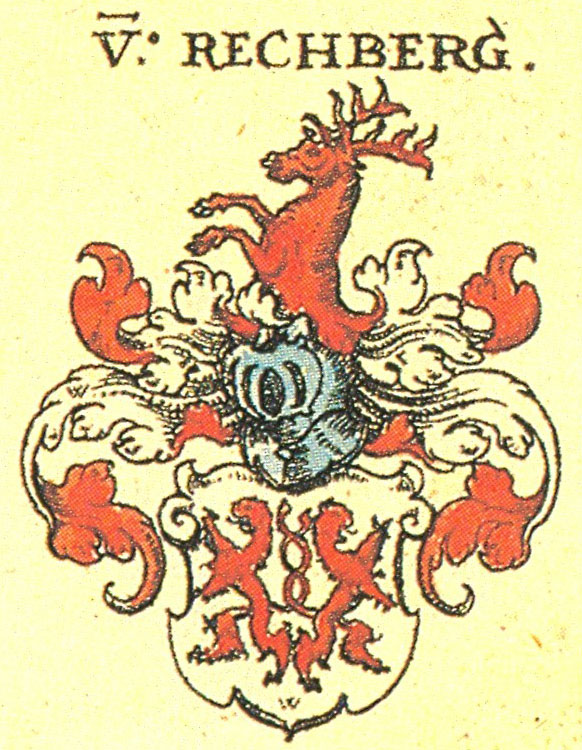
Wappen der Herren von Rechberg nach Siebmacher

Ulrich von Rechberg der Ältere († nach 1326) war der Herrscher von Kellmünz und Sindelfingen.

## Familie
Ulrich von Rechberg heiratete die Pfalzgräfin Agnes von Tübingen († 1344). Agnes war eine Tochter von Gottfried I. von Tübingen († 30. Januar 1316), dem Grafen von Böblingen und Pfalzgrafen von Tübingen.
Über seine Ehefrau erhielt er deren pfalzgräfisch Tübinger Erbe in Kellmünz und Sindelfingen. Seine Söhne Ulrich und Hans teilten sich 1326 unter dem Beirat ihres Vaters das Erbe: Ulrich von Rechberg erhielt Sindelfingen und benachbarte Güter, Hans erhielt die oberländischen Besitzungen und darunter Kellmünz. Ulrich veräußerte Sindelfingen schon 1351 wieder zur Hälfte an die Grafen Eberhard III. und Ulrich von Württemberg und zur anderen Hälfte an seinen Bruder. Kellmünz aber blieb im Rechbergischen Besitz.
Die Herren von Rechberg besaßen die Herrschaft, wenigstens teilweise, nur in lehenbarer Eigenschaft. Das Obereigentum blieb mit der Pfalzgrafschaft Tübingen verbunden und kam, als diese von den Pfalzgrafen Göz und Wilhelm, den Neffen (nicht den Brüdern und noch weniger dem Vater und Onkel) der Agnes von Rechberg 1342 an den Grafen Ulrich verkauft wurde, mit derselben an das Haus Württemberg, das von dieser Zeit an Lehnsherr nicht nur von Kellmünz, sondern auch von Babenhausen und andern alten Bestandteilen der ehemaligen Grafschaft Kellmünz war.
Nach seinem Tod wurde er in Sindelfingen beerdigt.